# Podobuče
Podobuče je vesnice patřící do opčiny Orebić v Chorvatsku v Dubrovnicko-neretvanské župě. V roce 2011 zde žilo 34 obyvatel v 11 domech.

## Poloha
Podobuče je rybářská a vinařská vesnice u zátoky při jižním pobřeží poloostrova Pelješac, založená před více než 500 lety. Je situována asi 10 km jihovýchodně od Orebiće. Oblast je známá pěstováním vinné révy a výrobou prémiových vín, další ekonomickou aktivitou je cestovní ruch a rybolov. Místní oblázková pláž má pozvolné svažování do moře.

## Galerie

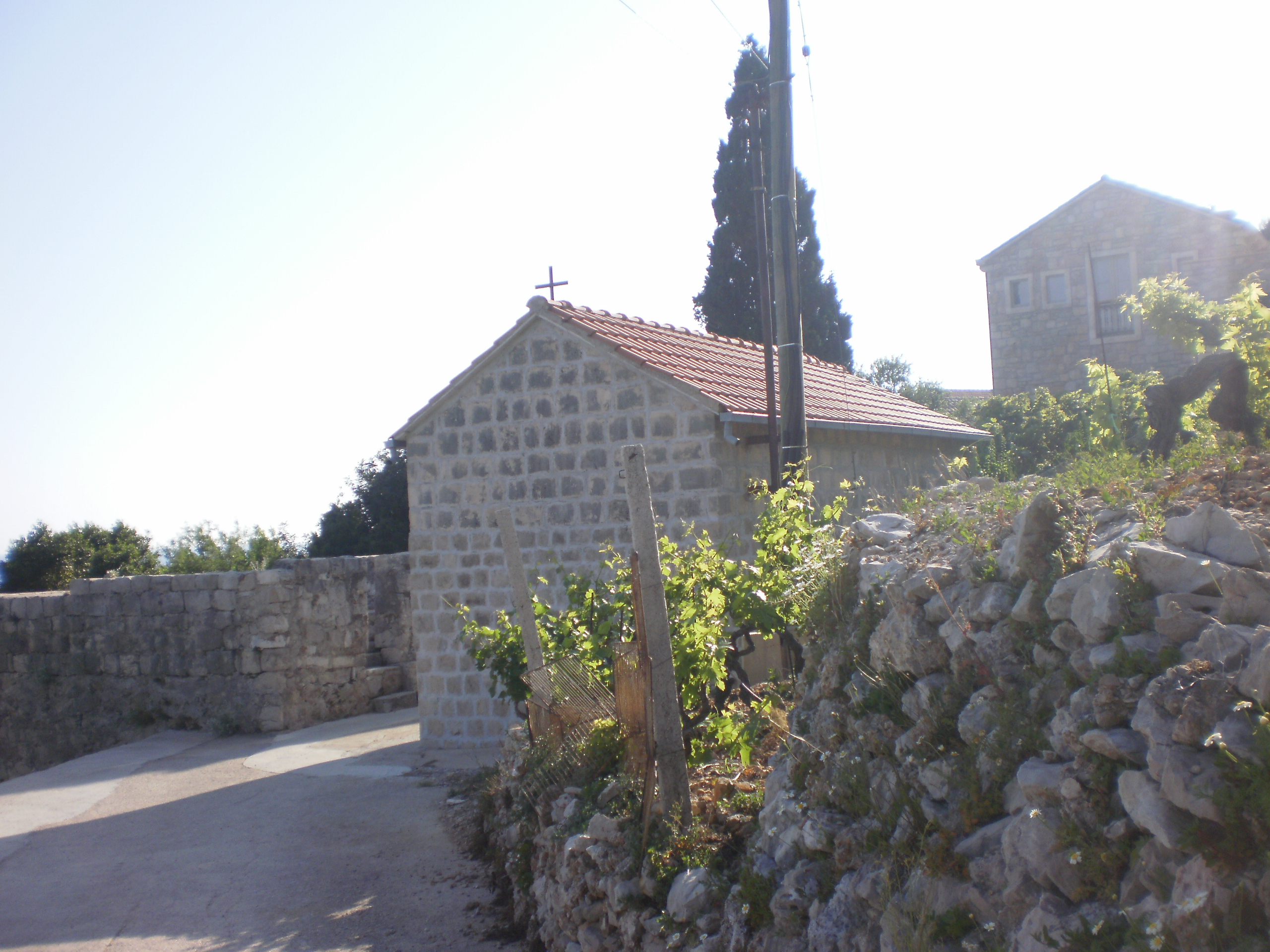
Kostel sv. Ondřeje
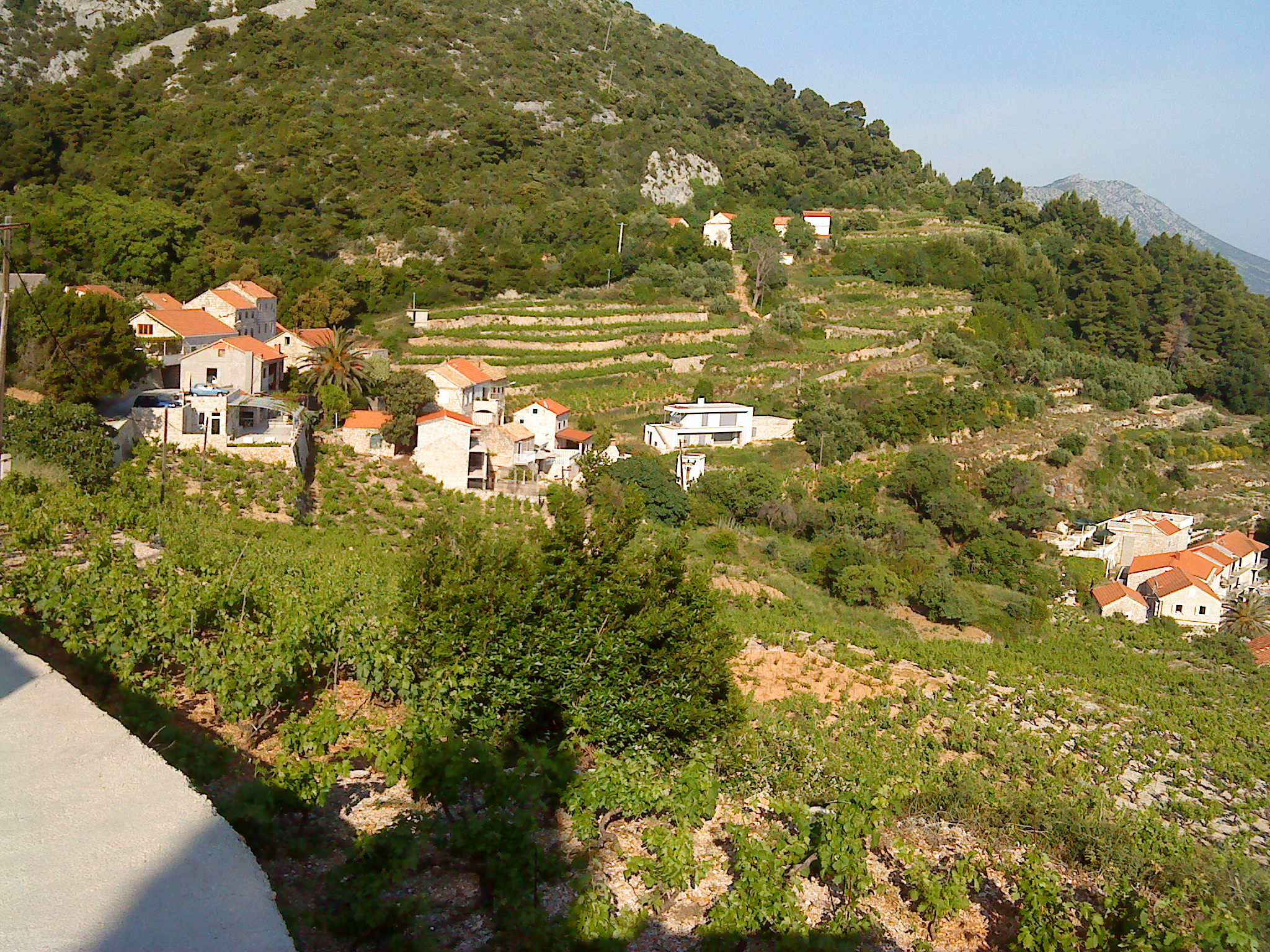
Panoráma
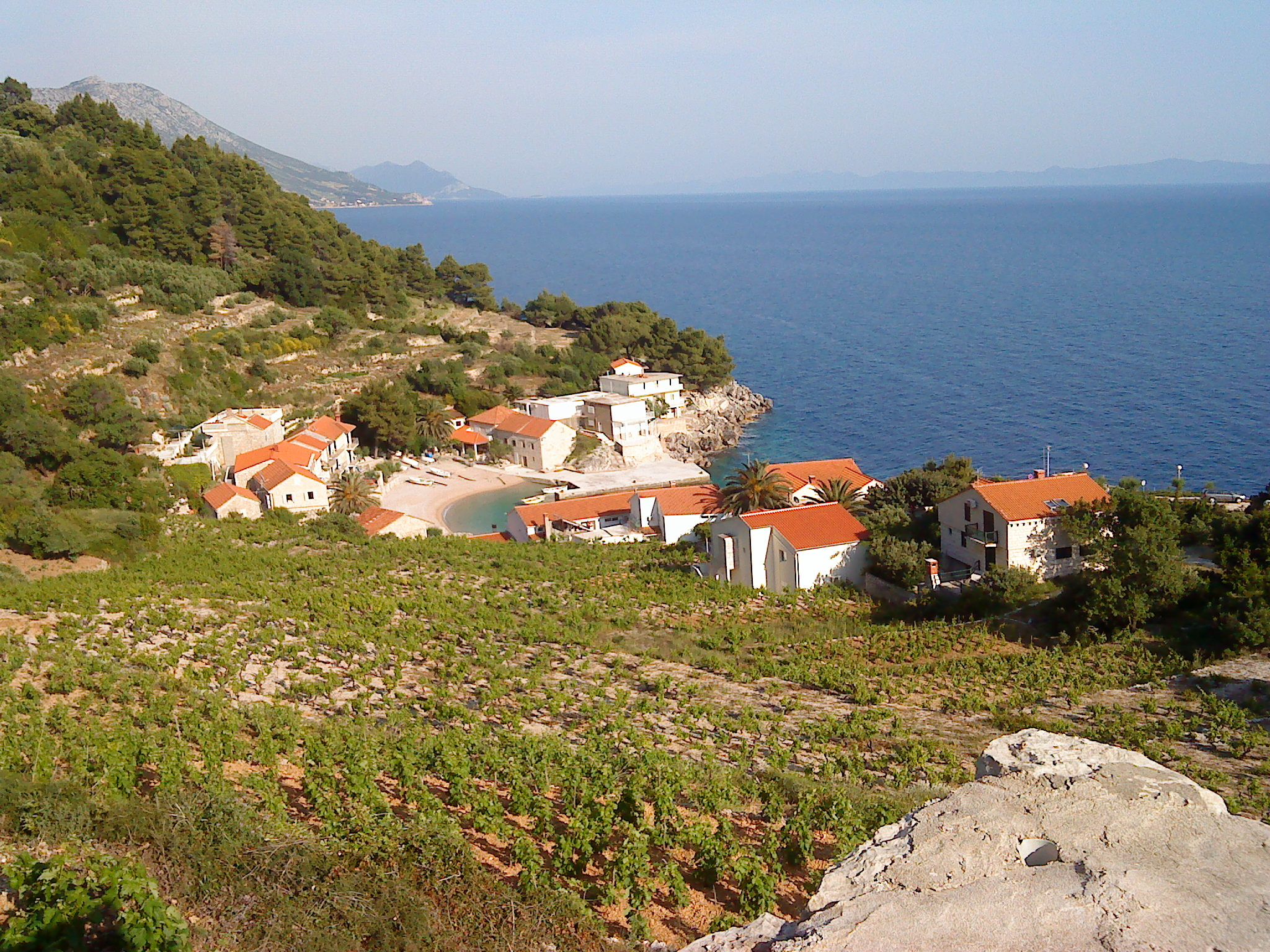
Vinice a pláž
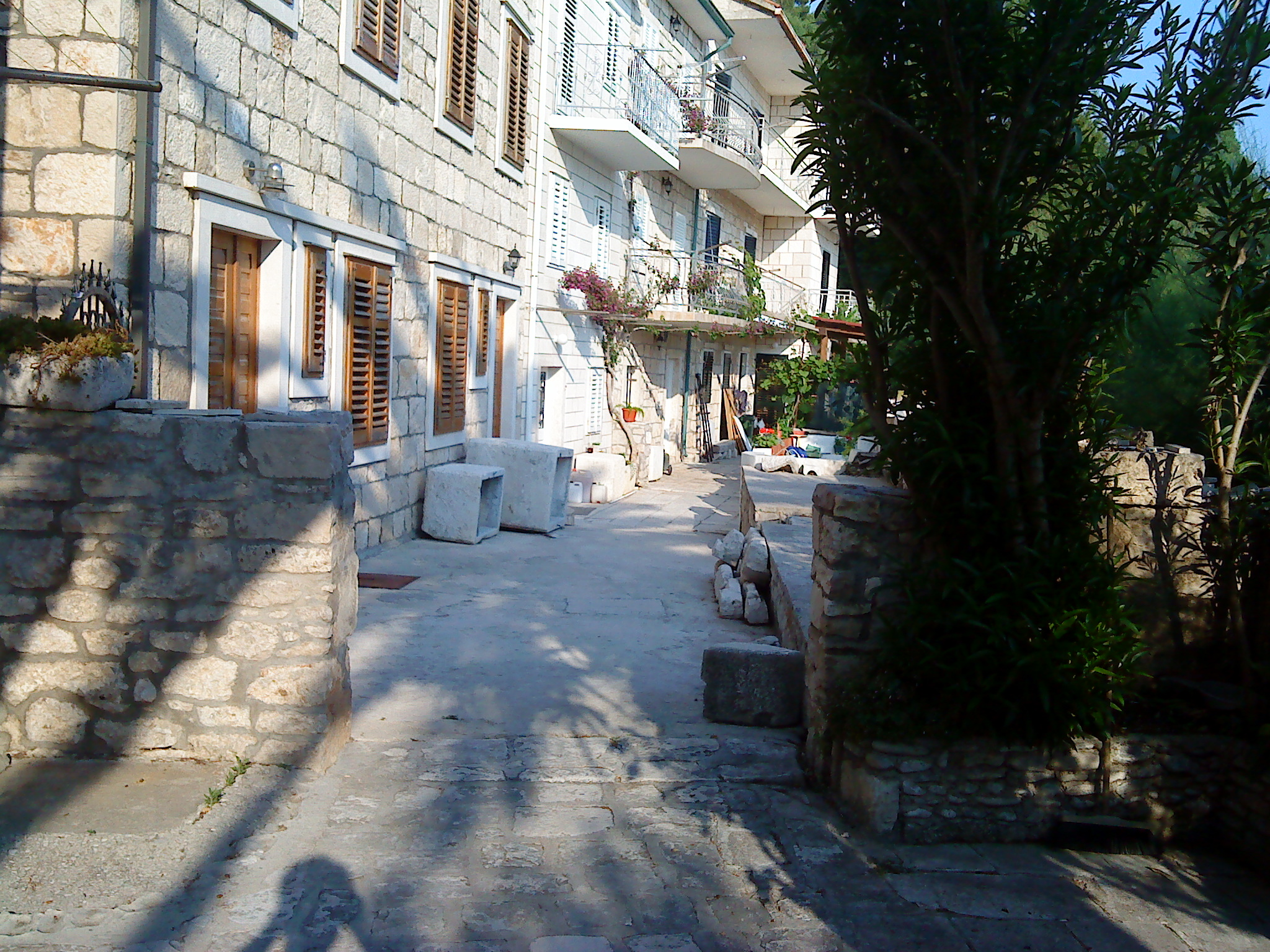
Podobuče
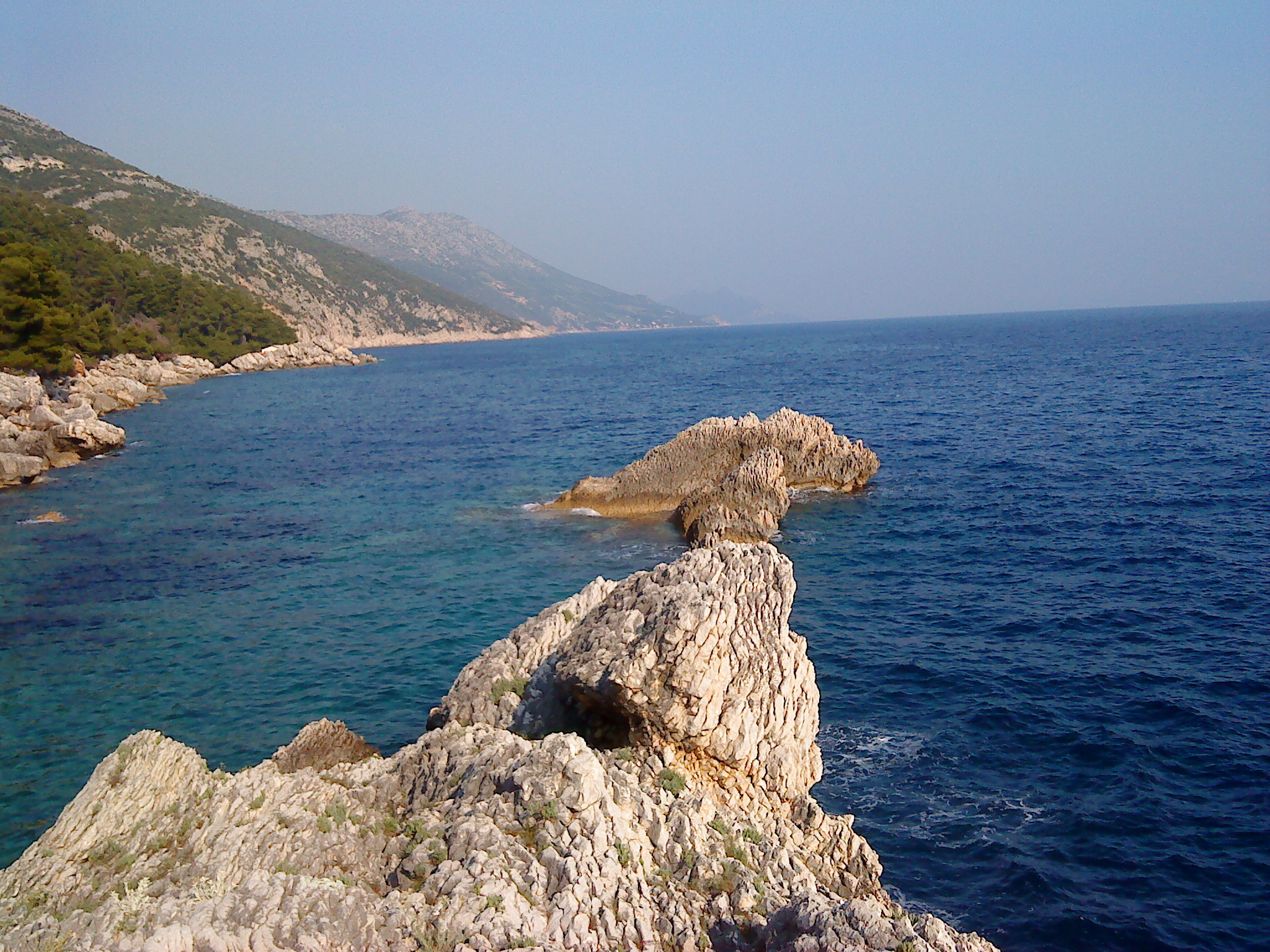
Zátoka
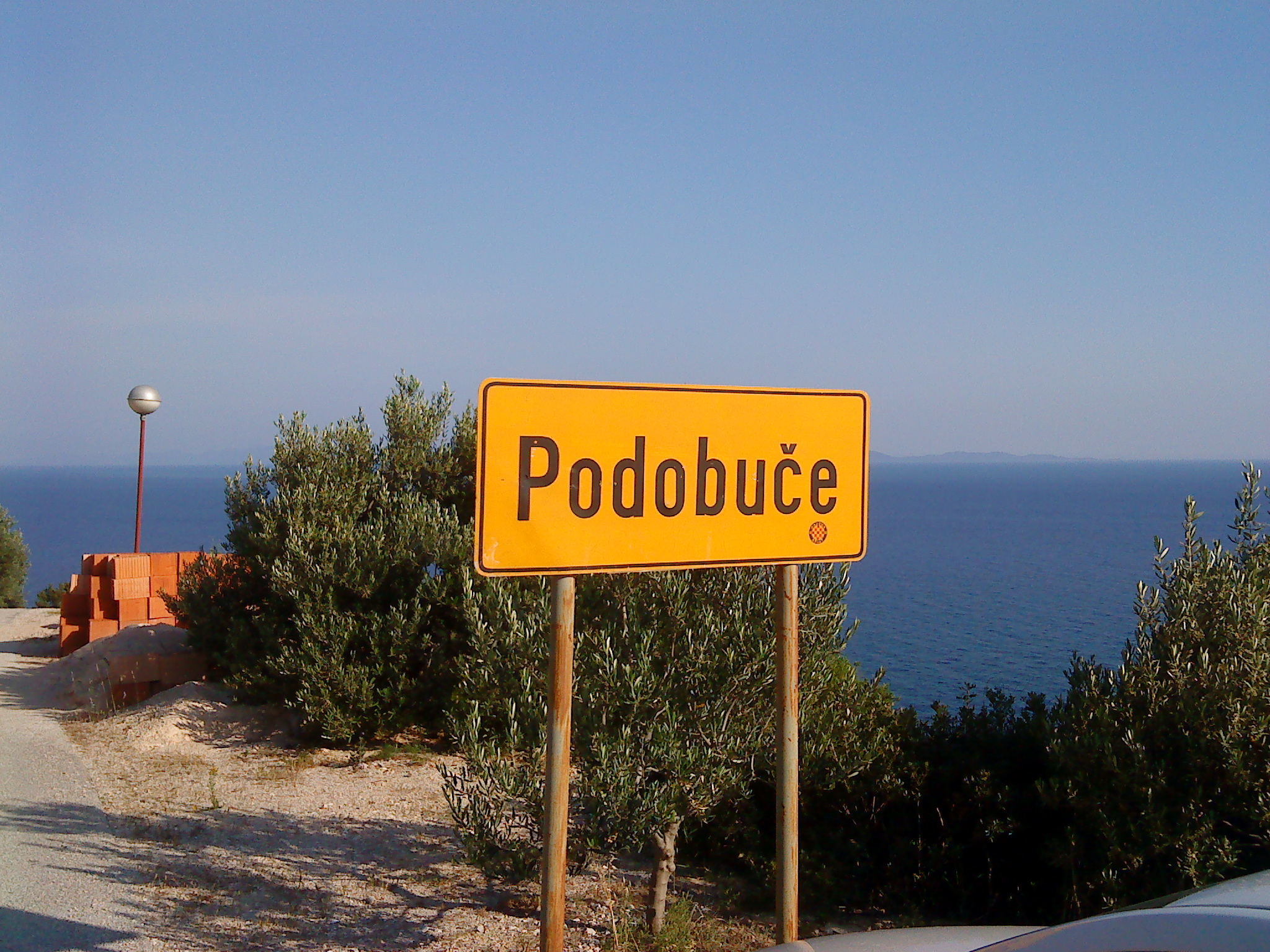
Vjezd do vesnice